# 신정차량사업소
신정차량사업소(新亭車輛事業所)는 대한민국 서울특별시 양천구 신정동에 있는 서울교통공사 서울 지하철 2호선과 신정지선의 차량기지다.

## 개요
주요 업무는 서울교통공사 2000호대 VVVF 전동차의 정비를 담당하며, 군자차량사업소 소속 서울교통공사 2000호대 VVVF 전동차의 경정비도 담당한다. 신정지선 선로와 입·출고 선로가 연결되어 있다. 신도림역에서 종착한 서울교통공사 2000호대 VVVF 전동차가 신정지선 선로를 이용해 도림천역을 통과한 후 연결된 입고 선로를 타고, 이 차량기지로 입고한다. 인근에 신정지선의 양천구청역이 있다. 심야에 서울 지하철 2호선 4편성, 신정지선 4편성이 주박한다.

## 구조와 특징
기존 군자차량사업소의 전동차 유치 공간 부족 상태에 따른 포화 상태를 해결하기 위해서, 차량기지의 상당 부분은 인공대지로 조성되어 있으며, 인공대지 위에 양천아파트와 서울은정초등학교가 세워져 있다.

## 업무
- 서울교통공사 2000호대 VVVF 전동차 군자차량사업소 소속 서울교통공사 2000호대 VVVF 전동차 경정비도 담당 입·출고 검수관리